# Trắc dây
Trắc dây, (danh pháp khoa học: Dalbergia rimosa) là một loài thực vật có hoa trong họ Đậu. Loài này được Roxb. miêu tả khoa học đầu tiên.
Cây bụi lớn hoặc dây leo, dài 10-15m. Nhánh non thường khúc khữu dạng sóng. Lá mọc cách, dạng lá kép lông chim lẻ, có từ 7-13 lá chét. Lá chét đính so-le trên cuống kép. Lá chét có phiến lá hình xoan thuôn. Khi lá chét khô có màu hơi đỏ mặt trên và xám mặt dưới. Hoa tự tán mọc ra từ nách lá. Tràng hoa có màu trắng hoặc ngả vàng. Quả dạng đậu dài 6–8 cm, mỗi quả chỉ có 1 hạt, hạt hình thận dẹp có kích thước 1,2 cm.
Phân bổ ven rừng hoặc ven suối. Vỏ cây có thể được dùng ăn trầu. Gỗ lâu năm cho vật liệu quý giá làm đồ nội thất nhỏ, thớ gỗ mịn hơn, hương thơm hơn loại gỗ Sưa thường gặp (Dalbergia tonkinensis).